# Старое Еремкино
Старое Ерёмкино — село в Чердаклинском районе Ульяновской области России. Входит в состав Бряндинского сельского поселения.

## География
Село находится в западной части Левобережья, в лесостепной зоне, в пределах Низкого Заволжья, к югу от железнодорожной линии Димитровград — Ульяновск, на расстоянии примерно 26 километров (по прямой) к востоку-юго-востоку (ESE) от посёлка городского типа Чердаклы, административного центра района. Абсолютная высота — 187 метров над уровнем моря.
Климат
Климат характеризуется как умеренно континентальный, с тёплым летом и умеренно холодной зимой. Средняя температура воздуха самого тёплого месяца (июля) — 20 °C (абсолютный максимум — 39 °C); самого холодного (января) — −13,8 °C (абсолютный минимум — −47 °C). Продолжительность безморозного периода составляет в среднем 131 день. Среднегодовое количество атмосферных осадков составляет 406 мм. Снежный покров образуется в конце ноября и держится в течение 145 дней.
Часовой пояс
Село Старое Еремкино, как и вся Ульяновская область, находится в часовой зоне МСК+1. Смещение применяемого времени относительно UTC составляет +4:00.

## История
Село основано в 1668 году. В Писцовых книгах Казанского уезда (в книге 13 за № 15 дела) имеется такая запись: “Да за рекою ж Уренем на той же отписной земле, которая отписана во 176 году (1668 г.) по Михайловым книгам Баракова... поселилась Синбирского уезду деревня Наратколь, Еремкина тожь, а в ней живуть ясашные татара и чюваша. А у досмотру и у меру они Татара и Чюваша Еремка Бекбулатов подали выпись с отказных книг”.
В 1780 году, при создании Симбирского наместничества, деревня Еремкина, при колодезях, крещеных чуваш, из Синбирского уезда вошла в состав Ставропольского уезда.
В 1896 году, на средства прихожан, была построена деревянная Свято-Троицкая церковь.
В 1926 году церковь в селе Озёрки разобрали и перевезли в село Старое Ерёмкино, построив из брёвен здание школы.
В настоящее время в селе действует ООО «ГерефордОрганик», племенное хозяйство (Герефордская).

## Население
| 1859 | 1889  | 1897  | 1910  | 2010 |
| ---- | ----- | ----- | ----- | ---- |
| 1014 | ↗1553 | ↗1882 | ↗2261 | ↘526 |

Национальный состав
Согласно результатам переписи 2002 года, в национальной структуре населения русские составляли 80 % из 554 чел.

## Известные уроженцы
- Кривов, Тимофей Степанович — советский государственный и партийный деятель, Герой Социалистического Труда (1966).
- Поднавозный, Степан Трофимович — участник боёв на реке Халхин-Гол, Герой Советского Союза (1939).
- Кухарский, Пётр Фёдорович — историк.

## Достопримечательности
Памятники архитектуры:
- Дом крестьянина (узел связи) сер. XIX в.
- Дом крестьянина сер. XIX в.
- Дом крестьянина (не использ.) кон. XIX в.